# Comisión Nacional Anticorrupción (Ecuador)
La Comisión Nacional Anticorrupción (CNA) es una organización sin fines de lucro dedicada a la investigación de casos de corrupción en el Ecuador. Su fundación fue hecha por el Frente Unitario de Trabajadores (FUT) junto al resto del Colectivo Unitario de Organizaciones Sociales el 30 de mayo de 2015, iniciando sus funciones el 23 de julio. En la mayoría de su gestión han sido investigados casos que involucran a miembros del gobierno de Rafael Correa o gente cercana a este.

## Historia

### Antecedentes
La Comisión de Control Cívico de la Corrupción (CCCC) fue creada tras la caída de Abdalá Bucaram como un organismo dentro del Estado ecuatoriano dedicado a "representar a la sociedad civil en la lucha contra la corrupción". Este organismo tenía autonomía e independencia económica, política y administrativa. Sus miembros eran seleccionados por diferentes sectores de la sociedad civil y designados por colegios electorales convocados por el Tribunal Supremo Electoral.
El CCCC realizó revisiones ante la deuda externa, la violación de derechos humanos en el caso “Fybeca”, investigaciones ambientales como el caso “Texaco” o casos de estafa como los de “Filanbanco” o del “Notario Cabrera”. El régimen de Lucio Gutiérrez intentó disolverla pero fue impedido, mas en 2008, la nueva Constitución generó un nuevo organismo que asumirá sus funciones y sede, el Consejo de Participación Ciudadana y Control Social (CPCCS), organismo que finalmente ha quedado en descrédito por su supuesta cercanía con Rafael Correa.

### Fundación
El 30 de mayo de 2015, en V Convención del Colectivo Nacional Unitario de Trabajadores, Indígenas y Organizaciones Sociales, el Frente Unitario de Trabajadores (FUT) y el resto de colectivos presentes deciden formar una nueva comisión anticorrupción, indicando que el Consejo de Participación Ciudadana (CPCCS) no desempeña las funciones de fiscalización, al igual que otras funciones del estado encargadas de dicha labor.
El 23 de julio se dan cita, en el vestíbulo de la casa del Colegio de Abogados de Quito, un grupo de 12 personas que habían sido designadas por el Colectivo Unitario para iniciar con las funciones como la nueva Comisión Nacional Anticorrupción. Estos serían: Jorge Rodríguez, quien fungira como el primer coordinador general, Julio César Trujillo, Isabel Robalino, David Rosero, María Arboleda, Simón Espinosa, Ramiro Román, Germán Rodas, Byron Celi, Gustavo Cedeño, Mario Unda, Hernando Morales y el padre Fernando Vega. En esta reunión serán posesionados, legalizados ante un notario, y se generarían sus estatutos y forma de funcionar.

### Labor y denuncias
El 22 de septiembre entregó su primer informe de investigación, dedicado a la construcción de la Hidroeléctrica Manduriacu, presentando este informe más tarde ante la Contraloría y realizando una denuncia ante la Fiscalía. Este informe será descalificado por la Corporación Eléctrica (Celec) y el prefecto Gustavo Baroja, quien a su vez denunció a los miembros Jorge Rodríguez y Germán Rodas. Misma acción tomaría el ministro de Electricidad, Esteban Albornoz.
El 16 de junio de 2016 denunciaron indicios de "fraude procesal y engaño al estado" del fiscal general, Galo Chiriboga, así como también del contralor, Carlos Pólit, por el caso de los helicópteros DHRUV previamente denunciado por Jorge Gabela. El contralor denunciara la acusación como una injuria e iniciara un proceso el 15 de noviembre en contra Julio César Trujillo, Isabel Robalino, María Arboleda, Byron Celi, Simón Espinosa, Alfredo Rodas, Ramiro Román, Juan Fernando Vega  y Jorge Rodríguez. El abogado de Polit pedirá la máxima pena de prisión y una indemnización, siendo condenados el 21 de abril de 2017 a un año de prisión y a una indemnización igual al salario del contralor, mas el demandante pidió la extinción del juicio y la condena quedó sin efecto.

### En el Gobierno de Moreno
El 30 de mayo de 2017, la comisión crítico la conformación del Frente de Transparencia y Lucha contra la Corrupción hecha por Lenín Moreno, señalando la presencia de antiguos funcionarios de Rafael Correa señalando que “no gozan de idoneidad ni autonomía para asumir una investigación imparcial”, señalaron que no formaran parte de tal organización.
El 12 de julio, el asambleísta Esteban Albornoz desiste a su demanda contra la comisión señalando que ha existido “tiempo suficiente para que las personas que actuaron equivocadamente y al margen de la ley hayan reflexionado sobre la falsa imputación de delitos”. Por el mismo tiempo, el día 7, una denuncia penal apuntaba a dicho asambleísta y al vicepresidente Jorge Glas, hecho ante el cual la comisión buscó que la fiscalía amplíe la investigación por el caso Odebrecht hacia la denuncia del caso Caminosca. Igualmente dentro de este caso, que llevaría al arresto y salida de Glas, pedirán la renuncia del vicepresidente y que la fiscalía dirigida por Carlos Baca Mancheno no oculte pruebas.
El 8 de agosto, presentará una denuncia de prevaricato contra el conjuez Marco Maldonado por su acción en la denuncia de la comisión contra el contralor Pólit, esto al tiempo que Gustavo Jalkh, presidente del Consejo de la Judicatura, anunció una investigación contra el conjuez. El 10 de agosto se anunció que los abogados de la Comisión han iniciado los respectivos trámites ante la Corte Penal Internacional de La Haya para denunciar al expresidente Rafael Correa.
La comisión apoyará la realización de la consulta popular de 2018, presentado para ello cuatro preguntas relacionadas con muerte civil permanente y la extinción del dominio para aquellos culpables de corrupción, derogación de las enmiendas de 2015, disolución del Consejo de Participación Ciudadana (CPCCS) y de autoridades designadas por el mismo, y comisión ciudadana para nombramiento de nuevas autoridades de control. Igualmente, tras la consulta, dieron los nombres de Julio César Trujillo, María Arboleda, Martha Roldós, Zobeida Aragundi y Fernando Vega, para las ternas para designar los nuevos miembros del consejo, siendo de esta lista que solo Trujillo fue designado como presidente y a las ternas llegó Arboleda.
En marzo de 2019, la Comisión Nacional Anticorrupción inicia sus actividades en el exterior, con Luis Felipe Tilleria como coordinador del Exterior. Juan Carlos Miranda Coordinador de Estados Unidos y Canadá; Diego Rosero, Europa. Jorge Rodríguez decide presentar su renuncia 19 de julio a la coordinación de la comisión ante el Frente Unitario de Trabajadores (FUT) señalando el poco apoyo dado por el gobierno de Moreno a la lucha anticorrupción, mas la FUT no acepta su renuncia y deja a Germán Rodas como coordinador encargado, quien para el 6 de agosto es ratificado en ese cargo.

## Coordinadores
| Coordinador          | Periodo                 | Periodo                         | Notas                   | Ref    |
| Coordinador          | Inicio                  | Fin                             | Notas                   | Ref    |
| -------------------- | ----------------------- | ------------------------------- | ----------------------- | ------ |
| Jorge Rodríguez      | 23 de julio de 2015     | 12 de diciembre de 2017         |                         | [ 2 ]  |
| Julio César Trujillo | 12 de diciembre de 2017 | 28 de febrero de 2018           |                         | [ 26 ] |
| Jorge Rodriguez      | 28 de febrero de 2018   | 19 de julio/6 de agosto de 2019 |                         |        |
| Germán Rodas         | 24 de julio de 2019     | 6 de agosto de 2019             | Asume de forma interina | [ 25 ] |
| Germán Rodas         | 6 de agosto de 2019     | Actualmente en el cargo         |                         | [ 24 ] |